# Rahiza Kaboré
Rahiza Kaboré est une styliste burkinabé née le 24 mai 1990 en Côte d'Ivoire, créatrice de la marque de vêtements KARAH. 

## Biographie

### Formation
Rahiza Kabore est née le 24 mai 1990 en Côte d’Ivoire. À l’âge de neuf ans, elle déposera ses valises sur la terre de ses ancêtres, le Burkina Faso, où elle se consacrera à ses études. D’abord elle ira au Collège Notre Dame de Kologh Naaba, où elle fait son cursus primaire, puis à l’Institut Supérieur Polytechnique Privé (ISPP), où elle étudie la communication d'entreprise.

### Parcours
Sa passion pour la mode (précisément la création de modèles et lancement de styles vestimentaires) s’est véritablement révélée à l’université. C’est précisément à sa deuxième année d’université que l’envie lui vint de vendre des pagnes, chose qui va bien marcher au fil du temps. Son business model consiste en son temps à vendre les pagnes, tout en proposant des créations originales et personnalisées gratuitement à sa clientèle. Plus tard une amie lui conseillera de se lancer dans ses propres créations pour faire moins de pertes. « 226 Kara » a ainsi vu le jour en 2012. 

## Style et reconnaissance
En 2019, elle signe un partenariat gagnant-gagnant, lui permettant d’habiller la miss Burkina pour toutes ses sorties publiques. « 226 Kara » collabore avec d’autres stylistes de renom, comme Pathé'O, et bien d’autres. En fin d’année 2019, « 226 Kara » qui est la combinaison de l’indicatif du Burkina Faso (226) et des initiales de la jeune styliste (‘’Ka’’ pour Kaboré, et ‘’Ra’’ pour Rahiza), devient simplement « Karah ».